# Тайра но Тадацуне
Тайра но Тадацуне (967 або 975 — 28 червня 1031) — середньовічний державний та військовий діяч періоду Хейан.

## Життєпис
Походив з самурайського роду Тайра. Син Тайра но Тадайорі, заступника губернатора провінції Мусасі, та Харухіме (доньки Тайра но Масакадо). Стосовнодатинародження уджерелах існуються розбіжності: за одними Тадацуне народився 965 року, за іншими 19 жовтня 975 року. Спочатку служив разом з батькомв провінції Мусасі, потім займався своїми володіннями в провінції хітат, де обіймав також якійсь посади. Згодом опинився у почті Фудзівара но Норіміті. сина фактичного правителя держави Фудзівара но Мітінаґи. Завдяки цьому прсоунувся державними щаблями.
1016 року відправлено до провінції Хітаті для придушення заворушень. В подальшому призначено кокусі провінцій Сімоса і заступником губернатора провінції Кадзуса (фактично очільником), а також охоронцем святилища Ісе 1028 року його відсторонео від управління провінцією Кадзумі. Але Тадацуне не підкорився. Водночас того ж року атакував провінцію Ава. Тайра но Тадацуне завдав поразки урядовим військам на чолі із Тайра но Наоката і Накахара Наріміті.
1030 рокуповністю захопивпровінцію Ава. Тоді проти нього спрямовано нове військо на чолі із Мінамото но Йорінобу. Останнім раптовим ударом атакував укріплення Тадацуне біля Касіми, змусивши Тайра зрештою здатися. Тадацуне було страчено, а його голову відправлено до столиці.